# SN 1995D
SN 1995D – supernowa typu Ia odkryta 19 lutego 1995 roku w galaktyce NGC 2962. Jej maksymalna jasność wynosiła 13,42m.